# 1000-Meilen-Rennen von Brasilien 2007

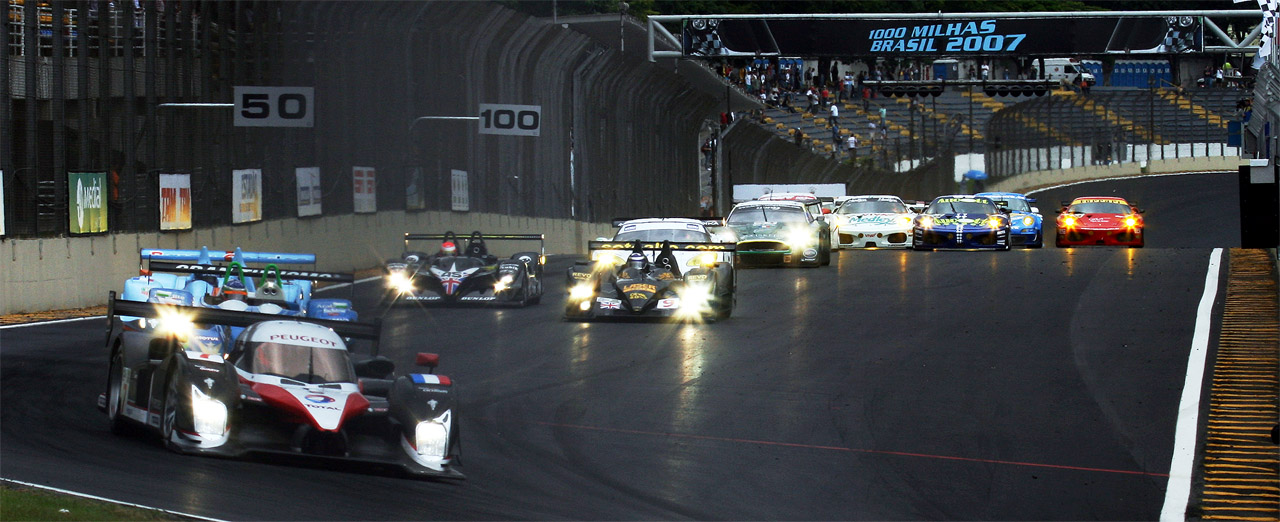
Startphase des 1000-Meilen-Rennens

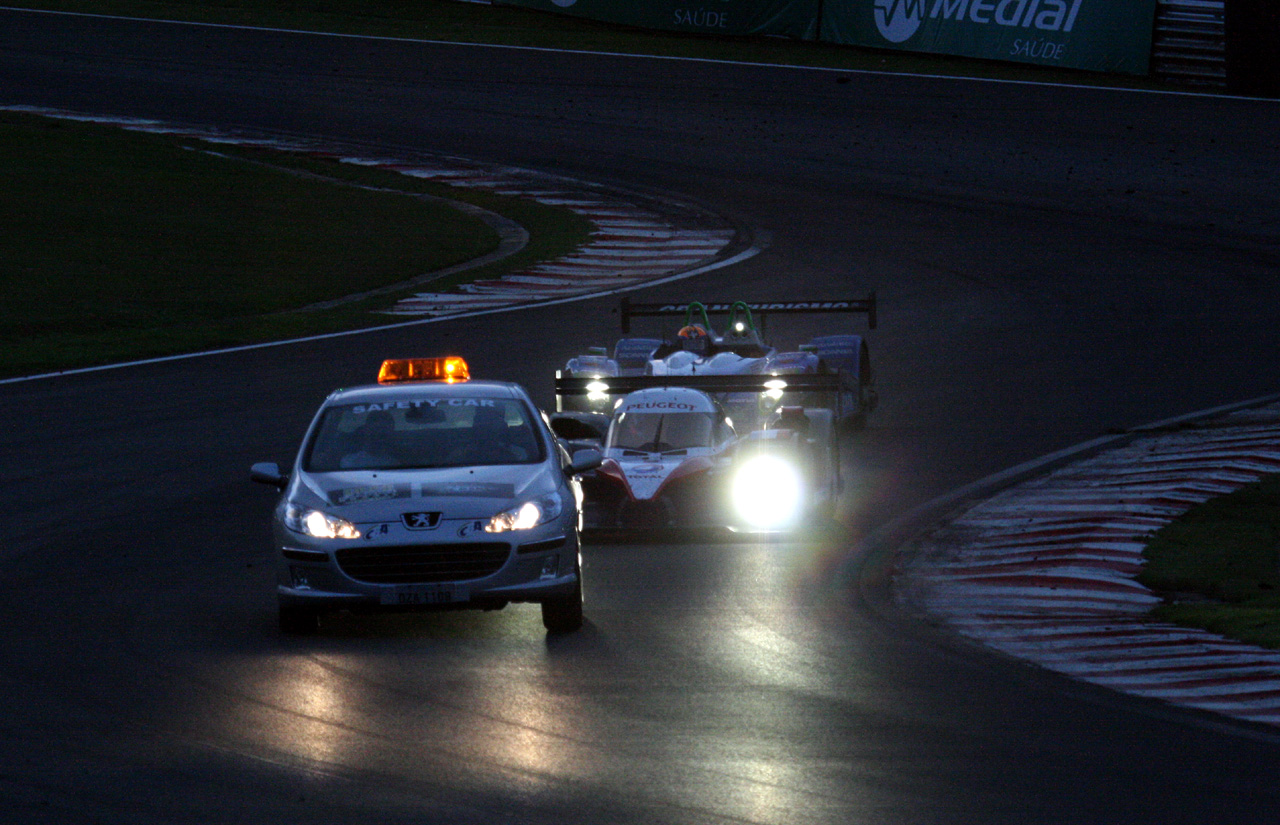
Safety Car auf der Strecke nach dem Unfall von Paulo Bonifácio im Pilbeam MP93

Das 1000-Meilen-Rennen von Brasilien 2007, auch 1000 Milhas Brasil, Interlagos, fand am 10. November auf dem Autódromo José Carlos Pace statt und war der sechste und letzte Wertungslauf der Le Mans Series dieses Jahres.

## Das Rennen
Das Langstreckenrennen in Interlagos war die Veranstaltung mit der längsten Renndistanz der Saison; sie betrug 1000 Meilen. Umgerechnet ergab das 1611,566 Kilometer für eine Renndauer von fast 9 Stunden.
Das Qualifikationstraining konnte erstmals im Jahr Stéphane Sarrazin im Peugeot 908 HDi FAP mit der Nummer 7 für sich entscheiden. Mit einer Zeit von 1:18,787 Minuten war er 0,2 Sekunden schneller als seine Teamkollegen Nicolas Minassian und Marc Gené im Wagen mit der Nummer 8. Das 1000 Meilen-Rennen begann mit einem Zwischenfall, da Pedro Lamy aus der Pole-Position nicht losfahren konnte und den Wagen erst wegfahren konnte, nachdem sich das Feld bereits in der Einführungsrunde befand. Das Getriebe steckte zwischen zwei Gängen und die Elektronik blockiert deshalb die Antriebsräder. Pedro Lamy braucht gut eine Stunde um seinen Peugeot von vom letzten Platz auf die zweite Position zu bringen und sich hinter seinem Teamkollegen einzureihen. Bei Rennhalbzeit wurde der Peugeot von Pedro Lamy und Stéphane Sarrazin an die Box geschoben um Reparaturen vorzunehmen, der Wagen konnte aber weiterfahren. Nach der siebten Rennstunde muss auch der Peugeot mit der Nummer 8 zweimal unplanmäßig die Box aufsuchen und verlor nach einer längeren Reparatur an der hinteren Aufhängung die Führung und den Sieg an die Teamkollegen Gené und Minassian. Pedro Lamy und Stéphane Sarrazin reichte jedoch der zweite Rang zum Gewinn der Meisterschaft.

## Ergebnisse

### Schlussklassement
| 1               | LMP1 | 7  | Team Peugeot Total   | Marc Gené Nicolas Minassian                                    | Peugeot 908 HDi FAP       | 374 |
| 2               | LMP1 | 8  | Team Peugeot Total   | Pedro Lamy Stéphane Sarrazin                                   | Peugeot 908 HDi FAP       | 362 |
| 3               | LMP1 | 9  | Creation Autosportif | Jamie Campbell-Walter Felipe Ortiz Stuart Hall                 | Creation CA07             | 358 |
| 4               | LMP1 | 16 | Pescarolo Sport      | Emmanuel Collard Jean-Christophe Boullion Harold Primat        | Pescarolo Sport 01        | 354 |
| 5               | LMP2 | 32 | Barazi Epsilon       | Juan Barazi Michael Vergers Karim Ojjeh                        | Zytek 07S                 | 351 |
| 6               | GT1  | 51 | AMR Larbre           | Gregor Fisken Steve Zacchia Roland Bervillé Fernando Rees      | Aston Martin DBR9         | 329 |
| 7               | GT2  | 77 | Felbermayr-Proton    | Marc Lieb Xavier Pompidou Marc Basseng                         | Porsche 997 GT3 RSR       | 326 |
| 8               | GT2  | 75 | JMB Racing           | Alexandre Negrão Xandy Negrăo Andreas Mattheis                 | Ferrari F430 GT           | 324 |
| 9               | GT2  | 99 | JMB Racing           | Ben Aucott Philipp Peter Rob Bell                              | Ferrari F430 GT           | 323 |
| 10              | GT2  | 85 | Spyker Squadron      | Peter Kox Mike Hezemans Paul van Splunteren                    | Spyker C8 Spyder GT2R     | 321 |
| 11              | GT1  | 72 | Alphand Aventures    | Olivier Beretta Patrice Goueslard Oliver Gavin                 | Chevrolet Corvette C6.R   | 320 |
| 12              | GT2  | 91 | Dener Motorsport     | Flavio Figueiredo Raul Boesel Marcel Visconde                  | Porsche 997 GT3 RSR       | 318 |
| 13              | GT2  | 74 | JMB Racing           | Francisco Longo Chico Serra Daniel Serra                       | Ferrari F430 GT           | 318 |
| 14              | GT2  | 94 | Speedy Racing Team   | Andrea Belicchi Andrea Chiesa Jonny Kane                       | Spyker C8 Spyder GT2R     | 316 |
| 15              | GT2  | 88 | Felbermayr-Proton    | Christian Ried Horst Felbermayr junior                         | Porsche 997 GT3 RSR       | 302 |
| 16              | LPM2 | 45 | Embassy Racing       | Warren Hughes Darren Manning Mario Haberfeld                   | Radical SR9               | 278 |
| Nicht klassiert |      |    |                      |                                                                |                           |     |
| 17              | GT2  | 79 | Felbermayr-Proton    | Horst Felbermayr senior Gerold Ried Johannes Stuck             | Porsche 996 GT3-RSR       | 235 |
| 18              | GT2  | 92 | Thierry Perrier      | Philippe Hesnault Rob Barff John Hartshorne Thierry Perrier    | Porsche 997 GT3 RSR       | 232 |
| 19              | GT2  | 89 | Markland Racing      | Kurt Thiim Rene Rasmussen                                      | Chevrolet Corvette C6 Z06 | 212 |
| Ausgefallen     |      |    |                      |                                                                |                           |     |
| 20              | GT2  | 97 | GPC Sport            | Fabrizio De Simone Luca Drudi Matteo Bobbi Yves Lambert        | Ferrari F430 GT           | 234 |
| 21              | GT2  | 85 | JWA                  | Paul Daniels Richard Westbrook Allan Simonsen Bryce Washington | Porsche 997 GT3 RSR       | 228 |
| 22              | GT2  | 90 | Farnbacher Racing    | Dirk Werner Pierre Ehret Lars-Erik Nielsen                     | Porsche 997 GT3 RSR       | 226 |
| 23              | LMP2 | 20 | Pierre Bruneau       | Marc Rostan Pierre Bruneau Paulo Bonifácio                     | Pilbeam MP93              | 203 |

### Nur in der Meldeliste
Hier finden sich Teams, Fahrer und Fahrzeuge, die ursprünglich für das Rennen gemeldet waren, aber aus den unterschiedlichsten Gründen daran nicht teilnahmen.
| Pos. | Klasse | Nr. | Team                  | Fahrer                                           | Chassis          |
| ---- | ------ | --- | --------------------- | ------------------------------------------------ | ---------------- |
| 24   | LMP2   |     | Andretti Green Racing |                                                  | Acura ARX-01a    |
| 25   | GT1    |     | Team Oreca            |                                                  | Saleen S7-R      |
| 26   | GT1    |     | Konrad Motorsport     |                                                  | Saleen S7-R      |
| 27   | GT1    |     | Konrad Motorsport     |                                                  | Saleen S7-R      |
| 28   | LMP2   | 26  | Ranieri Randaccio SCI | Ranieri Randaccio Mirko Savoldi Giovanni Lavaggi | Lucchini LMP2-04 |

### Klassensieger
| Klasse | Fahrer        | Fahrer            | Fahrer          | Fahrer        | Fahrzeug            | Platzierung im Gesamtklassement |
| ------ | ------------- | ----------------- | --------------- | ------------- | ------------------- | ------------------------------- |
| LMP1   | Marc Gené     | Nicolas Minassian |                 |               | Peugeot 908 HDi FAP | Gesamtsieg                      |
| LMP2   | Juan Barazi   | Michael Vergers   | Karim Ojjeh     |               | Zytek 07S           | Rang 5                          |
| GT1    | Gregor Fisken | Steve Zacchia     | Roland Bervillé | Fernando Rees | Aston Martin DBR9   | Rang 6                          |
| GT2    | Marc Lieb     | Xavier Pompidou   | Marc Basseng    |               | Porsche 997 GT3 RSR | Rang 7                          |

### Renndaten
- Gemeldet: 28
- Gestartet: 23
- Gewertet: 16
- Rennklassen: 4
- Zuschauer: 5000
- Wetter am Renntag: Regen
- Streckenlänge: 4,309 km
- Fahrzeit des Siegerteams: 8:58:21,822 Stunden
- Gesamtrunden des Siegerteams: 374
- Gesamtdistanz des Siegerteams: 1611,566 km
- Siegerschnitt: 179,607 km/h
- Pole Position: Stéphane Sarrazin – Peugeot 908 HDi FAP (#8) – 1:18,787
- Schnellste Rennrunde: Nicolas Minassian – Peugeot 908 HDi FAP (#7) – 1:21,027 = 191,447 km/h
- Rennserie: 6. Lauf zur Le Mans Series 2007